# Classe Tonnant
Os navios de classe Tonnant foram uma série de navios de guerra construídos para a Marinha Francesa no final do século XVIII e início do século XIX. Esta classe recebeu seu nome do "Tonnant", navio líder lançado em 1789. Projetada pelo renomado arquiteto naval Jacques-Noël Sané, essa série foi concebida para atender às demandas da Marinha Francesa durante as Guerras Revolucionárias Francesas e as Guerras Napoleônicas.
Os navios de classe "Tonnant" eram navios de linha, caracterizados por seu grande porte e numerosas armas de fogo dispostas em várias fileiras em cada lado do navio. Utilizados principalmente em batalhas navais, destacavam-se por sua robustez estrutural e pela capacidade de resistir a intensos danos durante o combate. Além do "Tonnant", outros membros notáveis incluíram o "Franklin" e o "Indomptable".
Esta classe de navios contribuiu significativamente para a história naval, refletindo as necessidades estratégicas e táticas da época.O projeto inovador de Jacques-Noël Sané tornou-se uma referência no desenvolvimento naval, sendo reconhecido como parte essencial dos avanços técnicos alcançados durante uma era marcada por intensos conflitos na Europa.
A partir de 1802, a Marinha Francesa deu início à construção de um novo grupo de navios ligeiramente modificados, conhecidos como classe Bucentaure, dos quais mais de 24 foram encomendados e iniciados.

## ClasseTonnant(8 navios)
- Tonnant

Construtor: Toulon
Iniciado: dezembro de 1787
Lançado: 24 de outubro de 1789
Concluído em setembro de 1790
Fim: Capturado em 2 de agosto de 1798, adicionado à Royal Navy como HMS Tonnant, descomissionado em 1821
- Indomptable

Construtor: Brest
Começou: setembro de 1788
Lançado: 20 de dezembro de 1790
Concluído: fevereiro de 1791
Fim: Indomptable encalhou depois da Batalha de Trafalgar em outubro de 1805
- Sans Pareil

Construtor: Brest
Começou: Outubro de 1790
Lançado: 8 de junho de 1793
Concluídos: Setembro de 1793
Fim: Capturado em 1 de junho de 1794 pela Royal Navy, descomissionado em outubro de 1842
- Formidable

Construtor: Toulon
Começou: Agosto de 1794
Lançado: 17 de março de 1795
Concluído: outubro de 1795
Fim: Capturado em 3 de novembro de 1805 durante a Batalha do Cabo Ortegal, renomeado HMS Brave, quebrado
- Guillaume Tell

Construtor: Toulon
Começou: setembro de 1794
Lançado: 21 de outubro de 1795
Concluído: Julho de 1796
Fim: Capturado em 30 de março de 1800
- Franklin

Construtor: Toulon
Começou: Novembro de 1794
Lançado: 25 de junho 1797
Concluído: Março de 1798
Fim: Capturado em 2 de agosto de 1798 na batalha do Nilo, renomeado como HMS Canopus, quebrado até outubro de 1887
- Indivisible

Construtor: Brest
Começou: Maio de 1793
Lançado: 8 de julho de 1799
Concluído: Outubro de 1799
Fim: Renomeado Alexandre 1802, capturado pela Grã-Bretanha em 1805, descomissionado em 1822
- Foudroyant

Construtor: Rochefort
Encomendado: Dezembro 1793
Lançado: 18 de maio de 1799
Concluído: Agosto de 1800
Fim: Quebrado até 1834